# Табаківська сільська рада
Табакі́вська сільська́ ра́да — адміністративно-територіальна одиниця та орган місцевого самоврядування в Болградському районі Одеської області. Адміністративний центр — село Табаки.

## Загальні відомості
Табаківська сільська рада утворена в 1940 році.
- Територія ради: 29,19 км²
- Населення ради: 2 498 осіб (станом на 2001 рік)
- Територією ради протікає річка Ялпуг

## Населені пункти
Сільській раді підпорядковані населені пункти:
- с. Табаки

## Населення
Згідно з переписом 1989 року населення сільської ради становило 6242 особи, з яких 2995 чоловіків та 3247 жінок.
За переписом населення 2001 року в сільській раді мешкало 2495 осіб.

### Мова
Розподіл населення за рідною мовою за даними перепису 2001 року:
| Мова       | Відсоток |
| ---------- | -------- |
| болгарська | 78,18 %  |
| російська  | 9,09 %   |
| гагаузька  | 7,61 %   |
| українська | 2,96 %   |
| молдовська | 1,16 %   |
| циганська  | 0,56 %   |
| вірменська | 0,08 %   |
| білоруська | 0,04 %   |
| румунська  | 0,04 %   |

## Склад ради
Рада складається з 18 депутатів та голови.
- Голова ради: Бужілов Георгій Степанович
- Секретар ради: Бринза Олена Іванівна

### Керівний склад попередніх скликань
| Прізвище, ім'я, по батькові | Основні відомості                                                                       | Дата обрання | Дата звільнення |
| --------------------------- | --------------------------------------------------------------------------------------- | ------------ | --------------- |
| Бужилов Георгій Степанович  | Сільський голова, 1954 року народження                                                  | 26.03.2006   | 31.10.2010      |
| Бужілов Георгій Степанович  | Сільський голова, 1954 року народження, освіта середня спеціальна, член Народної партії | 31.10.2010   |                 |

Примітка: таблиця складена за даними сайту Верховної Ради України

### Депутати
За результатами місцевих виборів 2010 року депутатами ради стали:

#### За суб'єктами висування
| Суб'єкт висування                                       | Кількість обраних депутатів | %    |
| ------------------------------------------------------- | --------------------------- | ---- |
| Самовисування                                           | 9                           | 50   |
| Партія регіонів                                         | 7                           | 38,9 |
| Комуністична партія України                             | 1                           | 5,6  |
| Політична партія Всеукраїнське об'єднання «Батьківщина» | 1                           | 5,6  |

#### За округами
| № округу                                                | Прізвище, ім'я, по батькові     | Дата визнання обраним | Освіта             | Партійна приналежність                         | Відомості про обраного депутата                                   |
| ------------------------------------------------------- | ------------------------------- | --------------------- | ------------------ | ---------------------------------------------- | ----------------------------------------------------------------- |
| Комуністична партія України                             |                                 |                       |                    |                                                |                                                                   |
| 4                                                       | Сафта Валентина Іванівна        | 05.11.2010            | середня спеціальна | член Комуністичної партії України              | пенсіонер                                                         |
| Партія регіонів                                         |                                 |                       |                    |                                                |                                                                   |
| 2                                                       | Хаджиогло Ганна Андріївна       | 05.11.2010            | вища               | член Партії регіонів                           | Табаківська сільська рада, начальник військово-облікового стола   |
| 5                                                       | Овсієнко Олександр Михайлович   | 05.11.2010            | вища               | член Партії регіонів                           | тимчасово не працює                                               |
| 7                                                       | Кулінський Іван Васильович      | 05.11.2010            | середня спеціальна | член Партії регіонів                           | Болградське управління експлуатації газового господарства, слюсар |
| 9                                                       | Цоєв Євгеній Володимирович      | 05.11.2010            | вища               | член Партії регіонів                           | Болградське управління експлуатації газового господарства, слюсар |
| 10                                                      | Кулінський Іван Павлович        | 05.11.2010            | середня спеціальна | член Партії регіонів                           | приватний підприємець                                             |
| 12                                                      | Бринза Олена Іванівна           | 05.11.2010            | вища               | член Партії регіонів                           | Табаківська сільська рада, секретар                               |
| 15                                                      | Маргарит Олександр Миколайович  | 05.11.2010            | вища               | член Партії регіонів                           | пенсіонер                                                         |
| Політична партія Всеукраїнське об'єднання «Батьківщина» |                                 |                       |                    |                                                |                                                                   |
| 16                                                      | Бужилова Валентина Харлампіївна | 05.11.2010            | середня спеціальна | член Всеукраїнського об'єднання «Батьківщина»  | Табаківська сільська лікарняна амбулаторія, фельдшер              |
| Самовисування                                           |                                 |                       |                    |                                                |                                                                   |
| 1                                                       | Вербанов Олександр Петрович     | 05.11.2010            | середня спеціальна | член Партії регіонів                           | приватний підприємець                                             |
| 3                                                       | Сафта Іван Степанович           | 05.11.2010            | середня            | позапартійний                                  | приватний підприємець                                             |
| 6                                                       | Цоєва Євдокія Миколаївна        | 05.11.2010            | середня спеціальна | позапартійна                                   | Болградська районна електромережа, контролер                      |
| 8                                                       | Рабаджи Петро Миколайович       | 05.11.2010            | середня спеціальна | член Партії промисловців і підприємців України | приватний підприємець                                             |
| 11                                                      | Ільєв Олександр Васильович      | 05.11.2010            | середня спеціальна | позапартійний                                  | приватний підприємець                                             |
| 13                                                      | Демирова Степанида Василівна    | 05.11.2010            | середня спеціальна | член Партії регіонів                           | приватний підприємець                                             |
| 14                                                      | Ільєв Юрій Пилипович            | 05.11.2010            | середня            | позапартійний                                  | тимчасово не працює                                               |
| 17                                                      | Кулінський Володимир Іванович   | 05.11.2010            | середня спеціальна | позапартійний                                  | приватний підприємець                                             |
| 18                                                      | Карамоч Сергій Дмитрович        | 05.11.2010            | середня            | член Партії регіонів                           | приватний підприємець                                             |